# 緒方博
緒方博（おがた ひろし、1950年 - ）日本の撮影監督。同志社大学出身。

## 経歴
フリーの立場として劇場映画、ビデオ映画の撮影を手がけていたが、近年はテレビを中心に活動を行っている。中でも村川透監督関連の仕事が非常に多い。
2007年、女優の奈美悦子と結婚。結婚において奈美の本名である並川の籍に入ったため（婿入婚）、現在は並川泰（なみかわ やすし）と名乗っている。

## フィルモグラフィ
映画
- ころがし涼太 激突!モンスターバス(1988)
- NOBODY(1994)
- まむしの兄弟(1997)
- strain ストレイン(2000)

テレビ
- ザ・ハングマンシリーズ（1980 - 1986）
- 大江戸捜査網（1983 - 1984）
- あぶない刑事（1987）
- ベイシティ刑事（1987 - 1988）
- さすらい刑事旅情編（1988 - 1995）
- 風の刑事・東京発!（1995 - 1996）
- はみだし刑事情熱系（1996 - 2004）
- はぐれ刑事純情派（2003年）
- 越境捜査（2008）